# イエニカレ灯台
イエニカレ灯台（イエニカレとうだい、ウクライナ語: Єнікальський маяк, Enikal'skyy mayak、ロシア語: Еникальский маяк, Yenikal'sky mayak）は、ケルチ海峡沿岸のクリミア半島の東に位置するイエニカレ要塞近くのフォナール岬にある現役の灯台である。沿岸にある航海用クレセットが最初に灯火したのが紀元前350年であることが、ギリシャの探検家であるスキュラクス・オブ・カリアンダが著した航海記に記録されている。

## 歴史

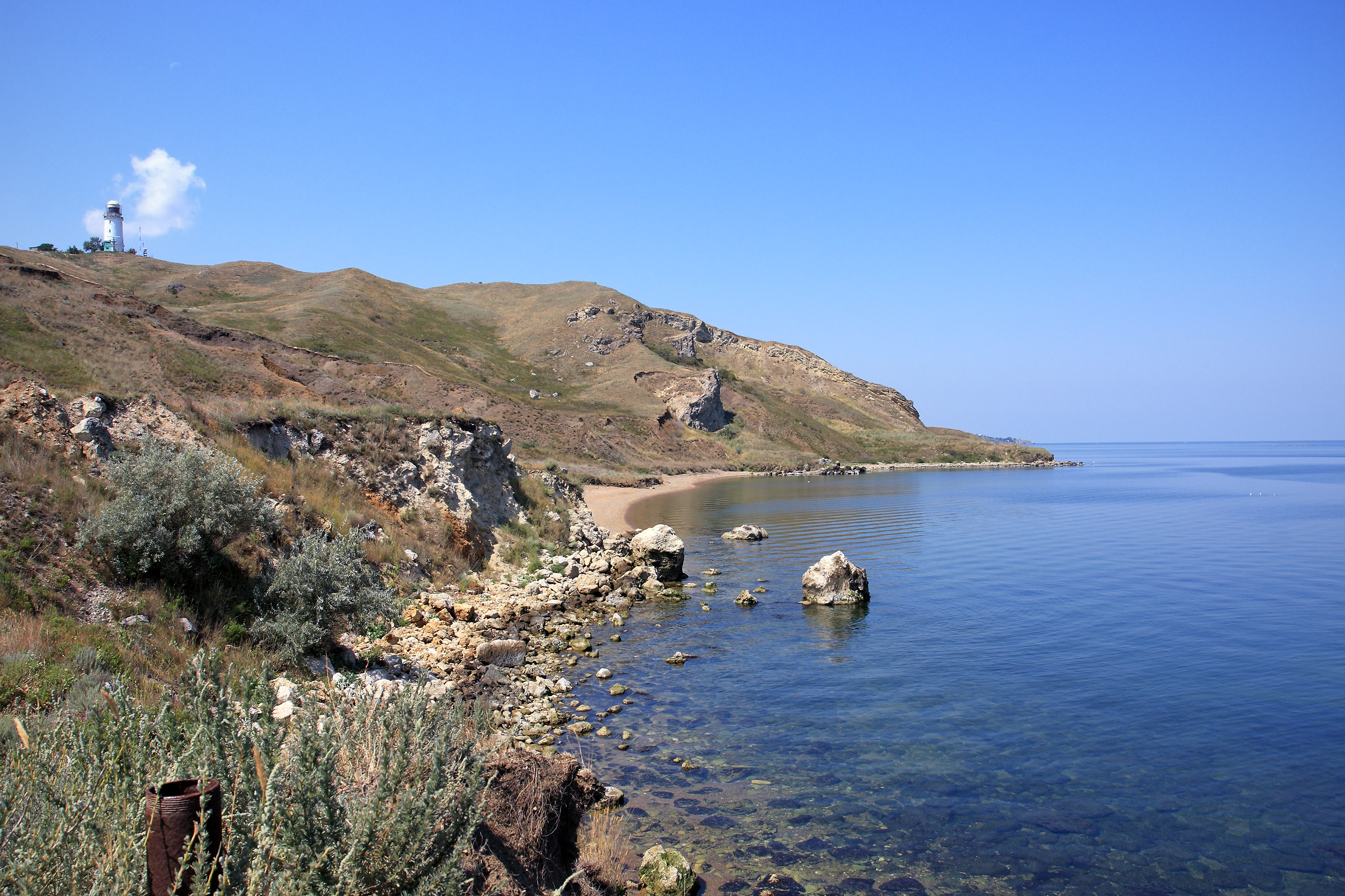
フォナール岬

1820年、灯台はアゾフ海からケルチ海峡までを航行する船を案内するためにフォナール岬に建設された。オイルランプは灯りの元として使用されていた。1861年、灯油ランプを備えたフレネルレンズが導入された。
第二次世界大戦までイエニカレ灯台はクリミア半島で最も古い灯台と見なされていた。第二次世界大戦の最中である1941年、灯台設備は灯台守のミハイル・エゴロフ（Mikhail Egorov）によりタマン半島に避難された。1942年5月、ソビエト連邦の軍隊である赤軍とナチス・ドイツの撤退の間で起きた戦いはフォナール岬がある地域で行われた。ソビエト連邦の船乗りであるアレクサンダー・フィリモノフ（Alexander Filimonov）はソビエト連邦の砲台の弾で狙った。ドイツ軍の戦車が灯台近くに現れた際、旗艦はチュスカ砂州から照準を合わせてソ連軍の砲弾を発射した。この戦いで塔は破壊され、攻撃を受けた水路測量技師が亡くなった。1943年、荒廃化した灯台に一時的ではあるが光が灯された。1944年4月にケルチがドイツ軍の部隊から解放された際には灯台設備が戻ってきた。
第二次世界大戦終了後の1946年、暫定的な木製の塔が建設された。1953年、塔は現代的な石塔を備えた電動式灯台に改装された。1957年には光学系のEMV仕様決済方式がイエニカルスキ灯台に導入された。2002年には現代的な衛星測位システムのGLONASS-GPSが装備された。

## ギャラリー

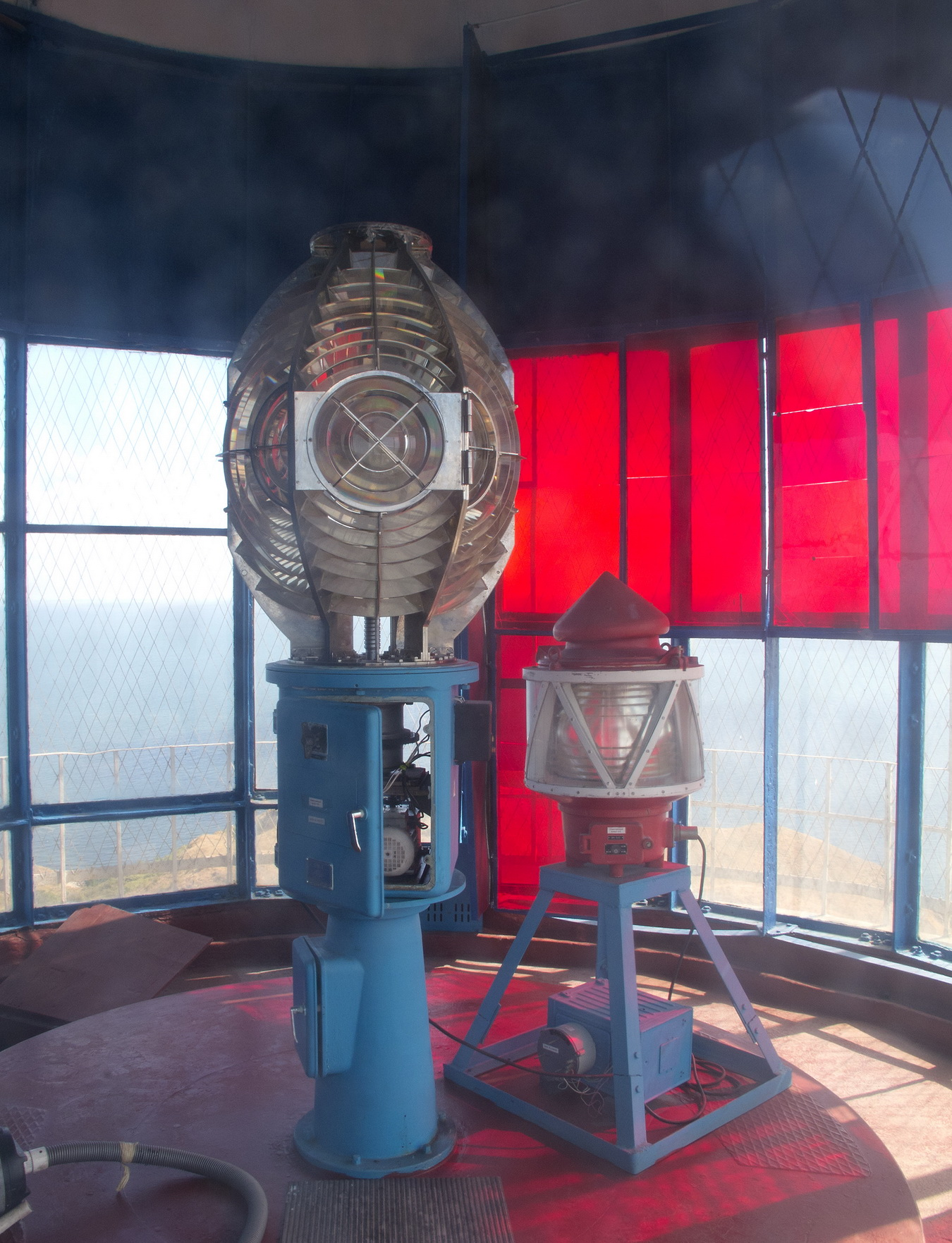
イエニカレ灯台のランプと光学レンズ
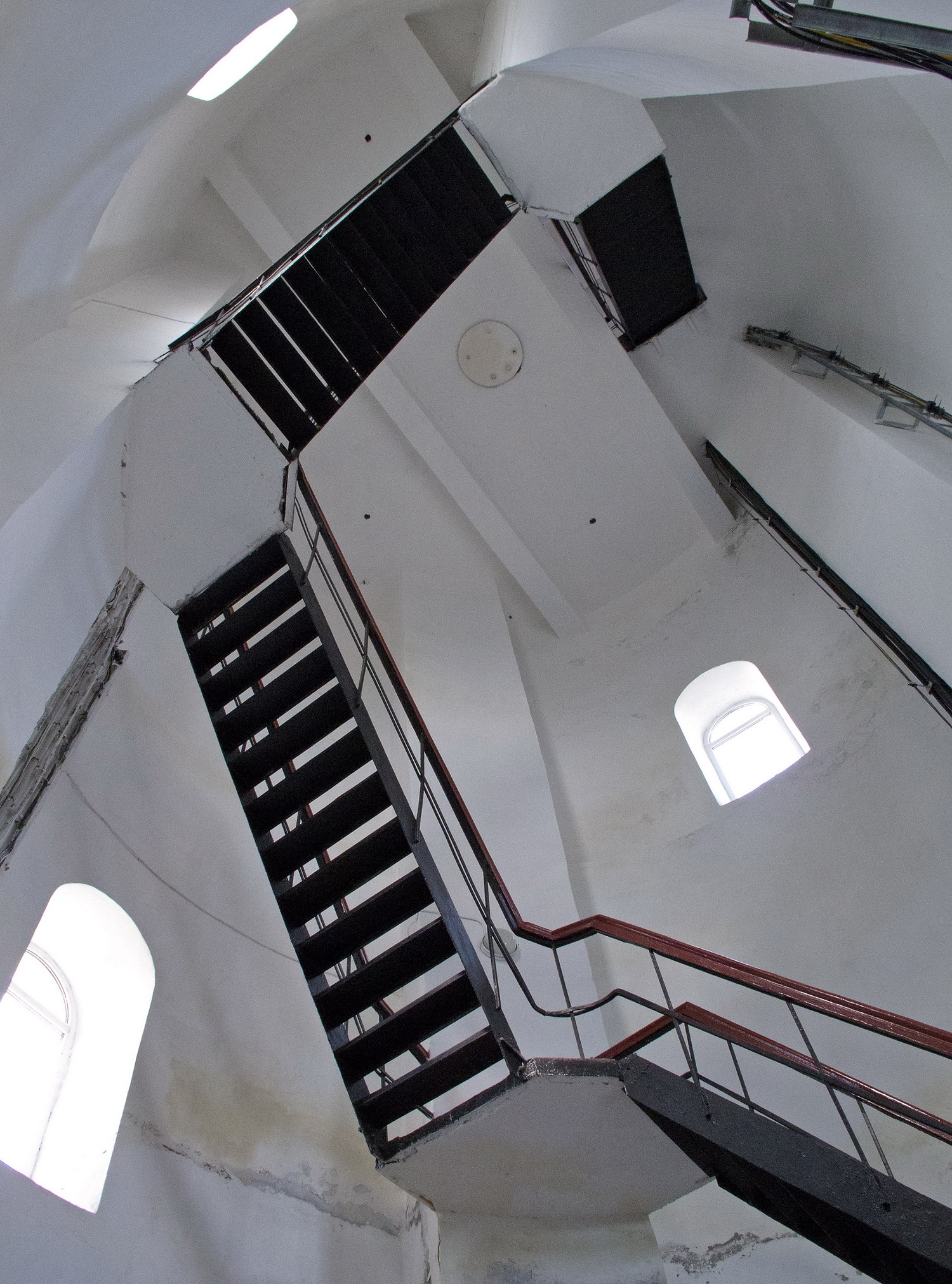
イエニカレ灯台の塔の内側
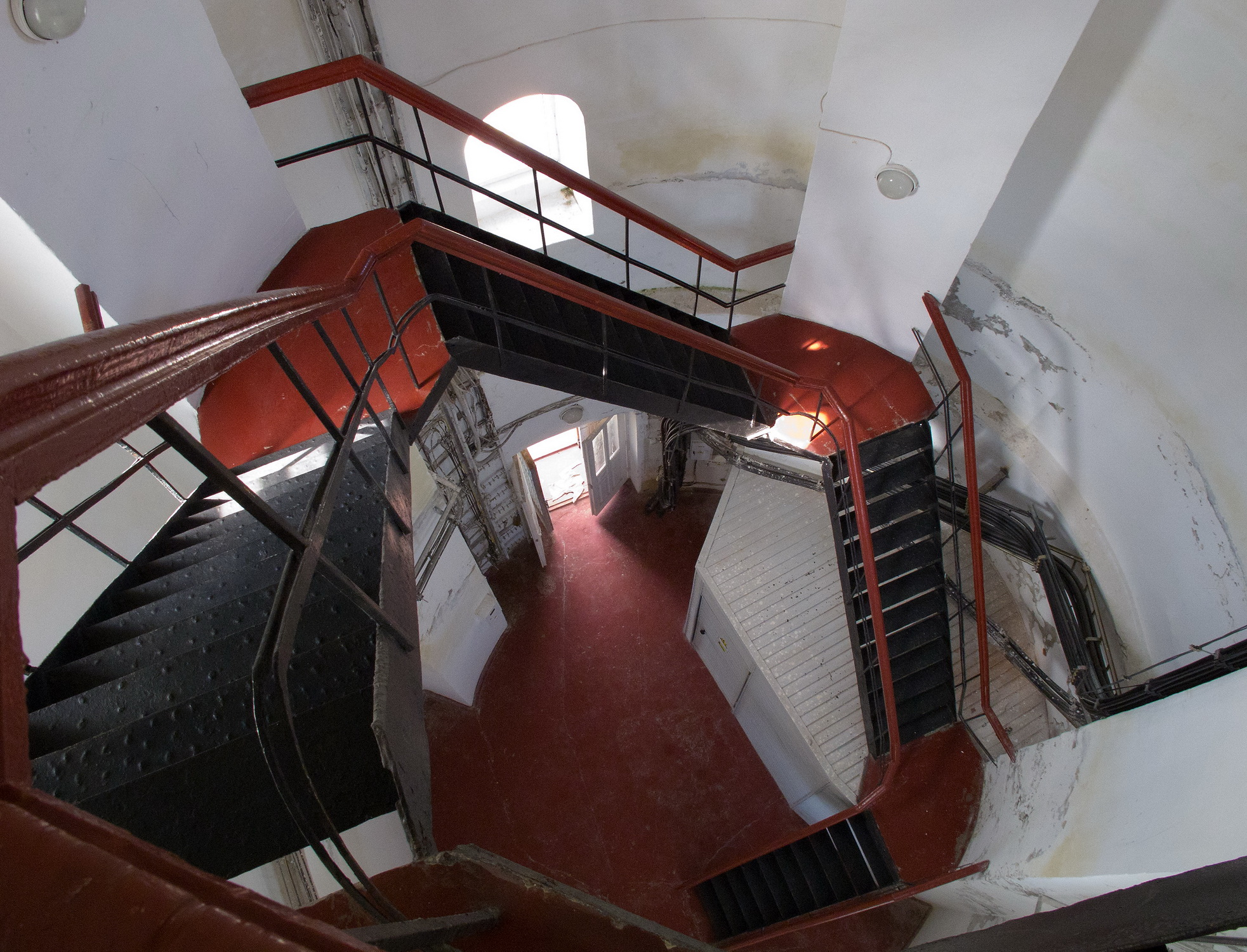
イエニカレ灯台の内部
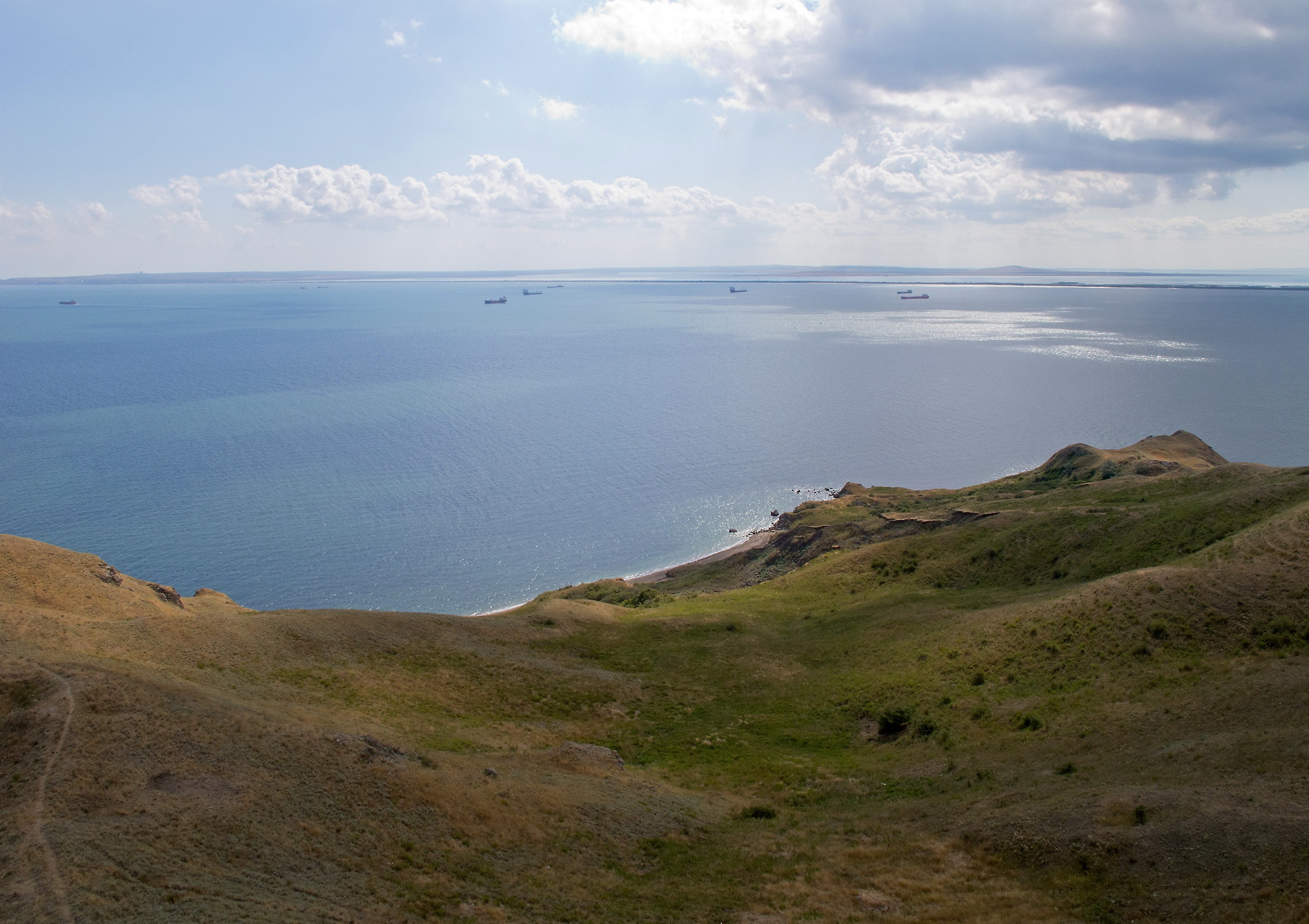
イエニカレ灯台の塔からケルチ海峡を展望